# 蓍龟

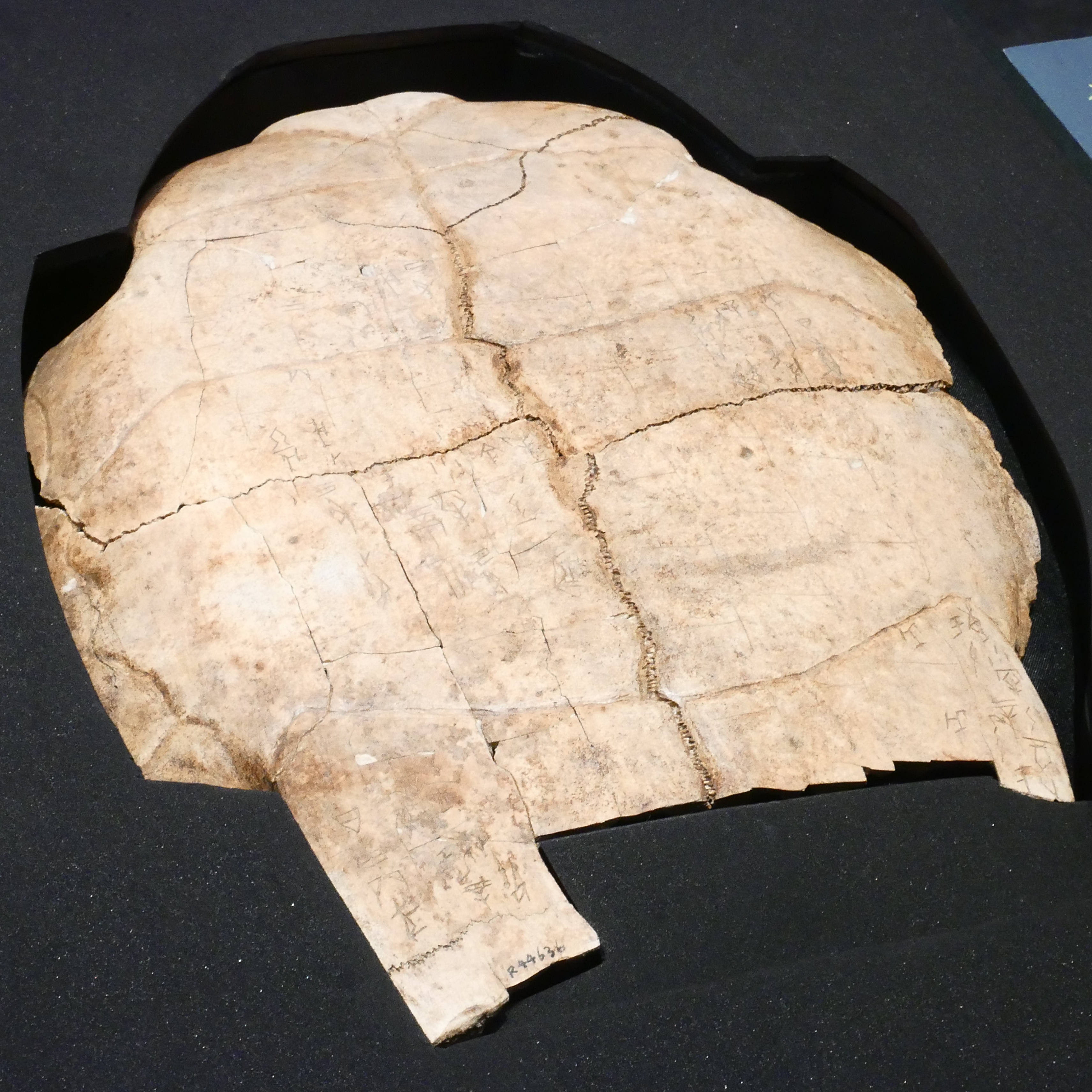
帶卜辭龜腹甲（御祭除厄，乙4603）

蓍龟，是指蓍草（蓍筮）和龟甲（龟卜，用龟甲占卜），古时用来占卜。它是中國最早的占卜。原始部落时期，人们就开始借助龟甲和著草进行占卜。甲骨文就是人們在龟甲上占卜留下的遗迹。龟卜约出现于5000年前，著筮约出现于3500年前。